# Rio Kalmius
O rio Kalmius (em ucraniano: Кальміус, em russo: Кальмиус) é um rio que atravessa a cidade ucraniana de Mariupol. O rio tem sua nascente na encosta sul da Cordilheira do Donets e deságua no Mar de Azove, perto da siderúrgica Azovstal. Tem comprimento de 209 quilômetros e a área da bacia é de 5070 km². A origem do nome é incerta, mas provavelmente vem das tribos iranianas. O nome Kalmius é mencionado na carta do Girai Cã da Crimeia de 1762 para os cossacos de Zaporíjia. Durante a Guerra no Donbass, em 2014, o rio foi usado como fronteira entre a área controlada pelas forças ucranianas e a controlada pelos separatistas pró-russos.